# Budapesti Filharmóniai Társaság Zenekara
A Budapesti Filharmóniai Társaság Zenekara Magyarország legrégebben alapított, ma is működő zenekara.

## Története
A társaságot 1853-ban alapították a bécsi mintájára. Tagjait a Nemzeti Színház, majd az Operaház zenészeiből verbuválták. Az önálló testületet az elnök-karnagy és a választmány irányítja. Bemutatkozó hangversenyére, amelyet Erkel Ferenc vezényelt, 1853. november 20-án került sor. A Filharmóniai Társaság alapszabálya értelmében különleges figyelmet fordított a kortárs magyar zeneművekre: Erkel, Liszt, Goldmark, Dohnányi, Bartók, Kodály, Weiner, Kadosa, Szokolay számos művet ajánlott vagy írt a zenekarnak. Karmestereként több külföldi szerző is megmutatkozott, pl. Brahms, Dvořák, Mahler, Mascagni, Prokofjev, Ravel, Respighi, Strauss, Sztravinszkij. A zenekar az Operaházban, a Művészetek Palotájában és a Zeneakadémián koncertezik. Számos lemezfelvételen működött közre.

## Elnök-karnagyok
- Erkel Ferenc (1853–71)
- Erkel Sándor (1875–1900)
- Kerner István (1900–18)
- Dohnányi Ernő (1918–60)
- Ferencsik János (1960–67)
- Kórodi András (1967–86)
- Erich Bergel (1989–94)
- Rico Saccani (1997–2005)
- Győriványi Ráth György (2011–14)
- Pinchas Steinberg (2014 óta)

## Galéria

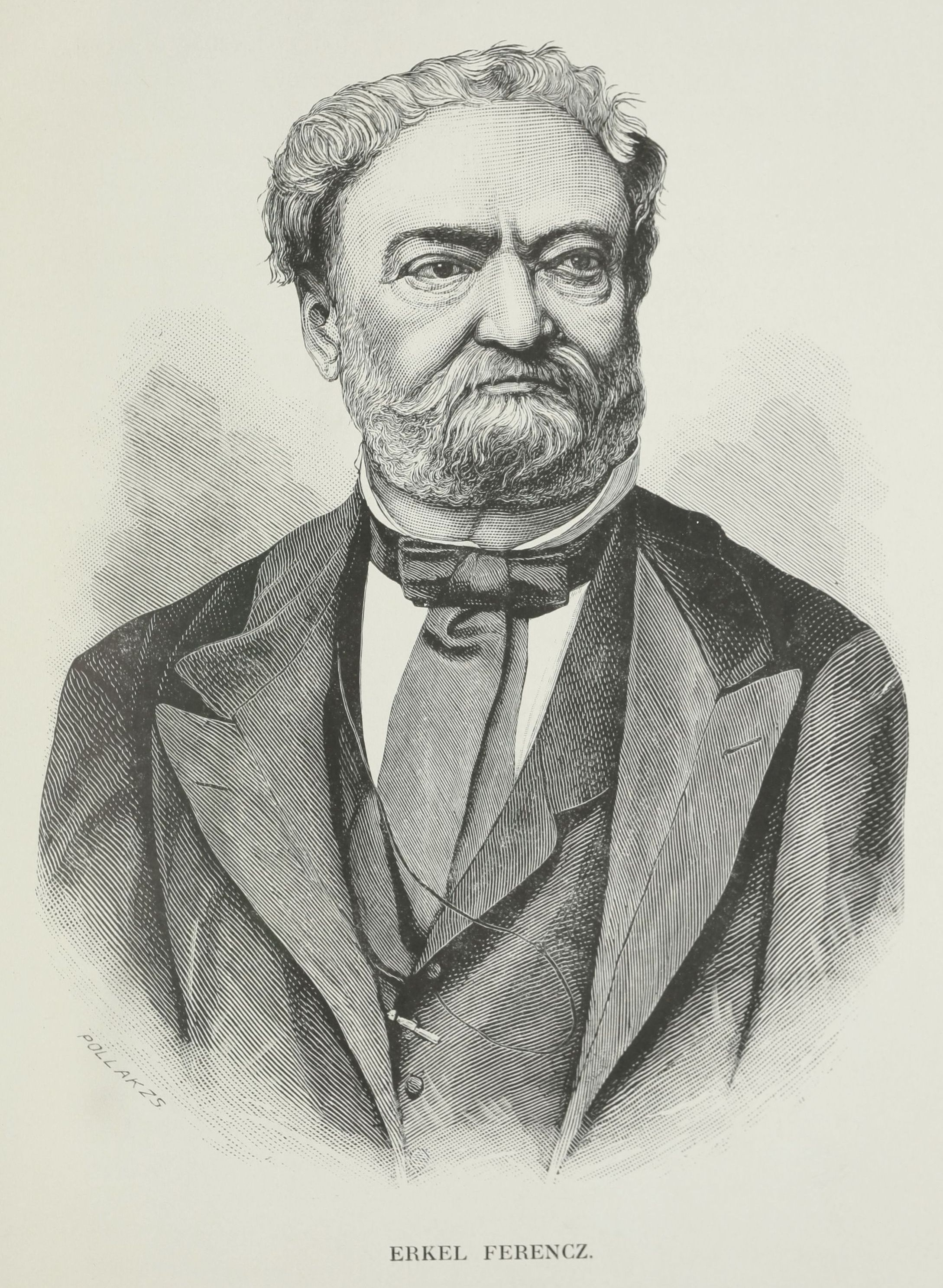
Erkel Ferenc, a zenekar alapító karmestere
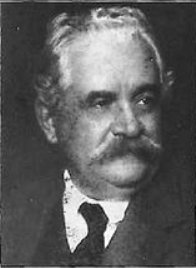
Kerner István a zenekar vezetője 1900 és 1918 között
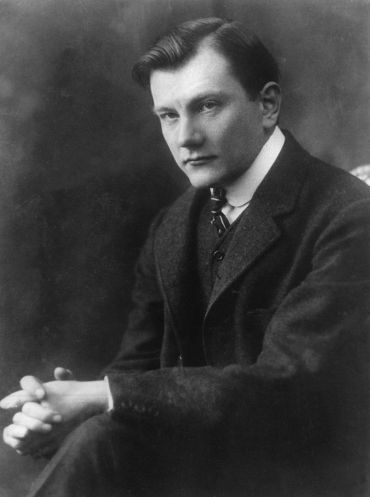
Dohnányi Ernő a zenekar vezetője

## Kapcsolódó lapok
- Magyar Állami Operaház